# Leonida Bissolati
Leonida Bissolati (Cremona, 20 de fevereiro de 1857 - Roma, 6 de março de 1920) foi um expoente líder do movimento socialista italiano, na virada do século XIX.